# Magnolia philippinensis
Magnolia philippinensis este o specie de plante din genul Magnolia, familia Magnoliaceae, descrisă de Paul Évariste Parmentier. Conform Catalogue of Life specia Magnolia philippinensis nu are subspecii cunoscute.